# أولاد الهند أولاد السي الحاج (أولاد امحمد)
أولاد الهند أولاد السي الحاج هو دُوَّار يقع بجماعة أولاد امحمد، إقليم تاوريرت، جهة الشرق في المملكة المغربية. ينتمي الدوّار لمشيخة أولاد امحمد التي تضم 10 دواوير. يقدر عدد سكانه بـ 16 نسمة حسب الإحصاء الرسمي للسكان والسكنى لسنة 2004.

## روابط خارجية
- البوابة الوطنية للجماعات الترابية
- المندوبية السامية للتخطيط